# ヤズー・ブリューイング・カンパニー
ヤズー・ブリューイング・カンパニー(Yazoo Brewing Company)はテネシー州ナッシュビルにある醸造所。2003年、醸造長のライナス・ホールによって起業。醸造所はナッシュビルのダウンタウンのかつてマンハッタン・モーター・ワークスの工場だった場所にある。
ライナス・ホールと妻のライラはミシシッピの出身で1996年にナッシュビルへ転居。ホールは大学時代から自家製ビールを作っていたが、独自の醸造方法を確立すると家族や友人に試飲させ醸造所を開くことを決意。ホールはナッシュビルのヴァンダービルト大学で経営学修士を取得、カリフォルニアのアメリカン・ブリューワーズ・ギルドから高度な醸造技術を学び、2001年、ニューヨークのブルックリンにあるブルックリン・ブリューワリーで醸造長のギャレット・オリバーのもとで研修を終える。彼は順調だったエンジニアの仕事を辞め妊娠中の妻と、安定した場所、醸造装置を探しほぼ独力で醸造所を作り上げた。
2003年に開業してからヤズーのビールは人気を得てナッシュビル名物となり、世界中の高度な醸造技術の支持者によって支持される。

## 受賞歴
- 2004年、グレート・アメリカン・ビア・フェスティバル 南ドイツ・ヘーフェヴァイツェン部門 金メダル(ヤズー・ヘーフェヴァイツェン)
- 2005年、ナッシュビル・シーン ベスト・オブ・ナッシュビル 最優秀地ビール醸造所賞
- 2006年、ナッシュビル・シーン ベスト・オブ・ナッシュビル 地ビール賞(ヤズー・ペール・エール)
- 2007年、ナッシュビル・シーン ベスト・オブ・ナッシュビル 最優秀アングラ・ハッピー・アワー賞(ヤズー・タップ・ルーム)

## 名前について
『ヤズー』という名前はホールの故郷であるミシシッピ州ヴィックスバーグを流れるヤズー川から名付けられた。

## 瓶ビールの種類
- ヤズー・ペール・エール
- ヤズー・ドス・ペロス
- ヤズー・ヘーフェヴァイツェン

### 詰め替え瓶ビールの種類
- ヤズー・オンワード・スタウト
- ヤズー・ESB
- ヤズー・スライ・ライ・ポーター

## 追記
ビール愛好家は醸造所に行くと良い。
通常購入できる3種類の瓶ビール以外に醸造所限定の3種類の瓶ビールがある。